# Do-In
Do-In, in Nederland ook wel Do-In Yoga, daoyin of Dao Yin yoga genoemd, is een eeuwenoud Japans systeem ter bevordering van de gezondheid, oorspronkelijk ontstaan in China onder de naam Tao Yin.
Dō (導) betekent ‘leiden’. In (引) betekent 'trekken'. In het Westen wordt daoyin soms ten onrechte gelijkgesteld met "daoïstische yoga" of "yin yoga" omdat "導" (leiden) en "引" (trekken) ten onrechte worden gelezen als '道' (weg), zoals in "Daoism", en 'Yīn' (陰 of 阴), het vrouwelijke, passieve principe tegengesteld aan het mannelijke, actieve principe, (陽 of 阳, 'Yo' in het Japans en 'yang' in het Chinees) zoals in "Yin-Yang". De routes waarlangs de energie (Ki, Qi, Chi of in India ook Prana genoemd) zich verplaatst, heten meridianen. Het maakt onderdeel uit van de traditionele Chinese geneeskunde en Japanse geneeswijzen. De theorie komt voort uit de Vijf elementenleer en de meridianenleer. Do-In is met name nauw verbonden aan shiatsu en wordt ook wel ‘zelf-shiatsu’ genoemd.

## Geschiedenis
Do-In is voortgekomen uit het taoïsme, het oudste filosofische systeem uit China en de Traditionele Chinese Geneeskunde. In de Nei Jing Su Wen, het leerboek van de Gele Keizer, dat rond de vierde eeuw voor Christus is opgetekend, wordt Do-In (Tao Yin of Dao Yin in het Chinees) genoemd als methode om gezond te blijven. Deze oefeningen zijn volgens deze tekst duizenden jaren geleden ontwikkeld in de centrale vlakten van China. (Dat betekent dat Do-In waarschijnlijk nog veel ouder dan tweeduizend jaar is.) In die tijd waren de bewoners cultureel ontwikkeld en was gevarieerd voedsel voor de meesten van hen makkelijk te krijgen. In deze welvarende periode aten mensen snel te veel terwijl ze tegelijkertijd te weinig bewogen. Dit zorgde ervoor dat ze verzwakten. De oefeningen werden ontwikkeld om de lichamelijke en geestelijke balans te waarborgen.
Deze oefenvorm is tegelijk ontstaan – sommigen zeggen zelfs dat het eerder is ontstaan – met andere bekende bewegingskunsten zoals Tai Chi en Qigong. De beoefening van dergelijke disciplines ging niet zonder slag of stoot. Zo beval de eerste keizer van China, Qin Shi Huangdi, om alle boeken te verbranden die niet door zijn dynastie waren goedgekeurd – dat betrof ook de boeken waarin over Do-In / Tao-Yin werd geschreven. Hoewel niet alles werd verbrand – in een tombe in Changsha werd in 1974 bijvoorbeeld een afbeelding gevonden met oefeningen – werd de bewegingsvorm in die periode waarschijnlijk mondeling doorgegeven. Iets later, vanaf de tweede eeuw voor Christus, werden de oefeningen juist omarmd en werden er verschillende teksten over geschreven.

## Kenmerken en werkwijze

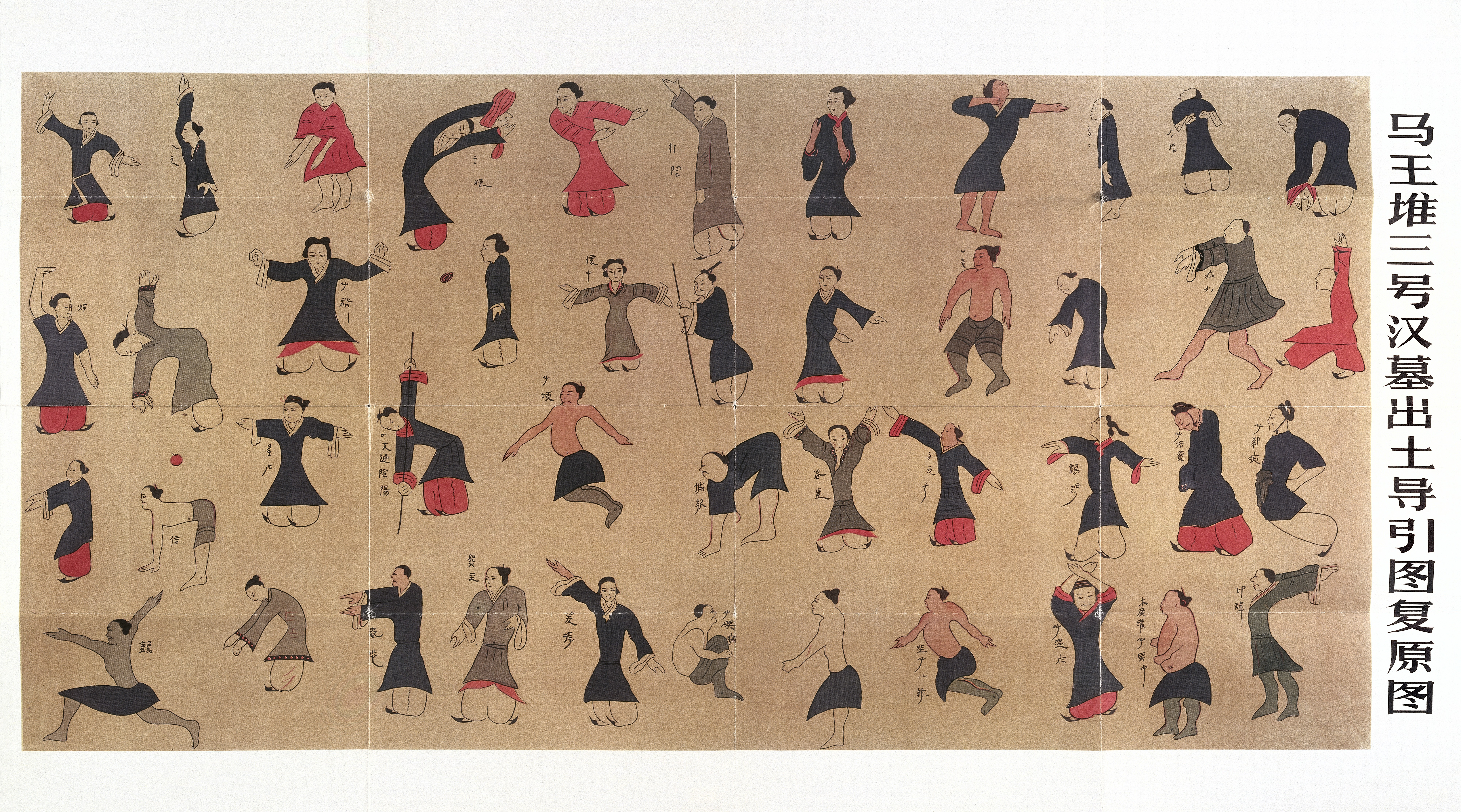
Gereconstrueerde Daoyin tu-tekeningen die oefeningen weergeven.

De beoefening van Do-In bestaat uit een bewuste opeenvolging van meridiaanstrekkingen, meditatie door beweging, ‘zelf-acupressuur’, ademhalingsoefeningen, meditatieve oefeningen en het bekrachtigen van het middelpunt van het lichaam: de Hara (buik). De meridiaanstrekkingen en de oefeningen gericht op ‘zelf-acupressuur’ en ‘zelf-shiatsu’ hebben als doel om het zelfherstellend vermogen van het lichaam te stimuleren en om blokkades en disbalansen in het (energetisch) lichaam te helpen oplossen.
Do-In is bewegingsgericht: fysieke activiteit (yang) en lichaamsbewustwording (yin) wisselen elkaar af. Deze combinatie en het uitvoeren van de oefeningen als serie zorgt ervoor dat zowel lichaam als geest tegelijk ontspannen en krachtiger worden.
De werkwijze bij Do-In kenmerkt zich verder door een holistische mensvisie, het ervaren van lichaam en geest met bewuste aandacht, een zoveel mogelijk ontspannen ademhaling en een zachte, milde houding, zowel lichamelijk als geestelijk. Deze kenmerken vinden we ook terug bij mindfulness, een vorm van mediteren vanuit de zen-boeddhistische context.

## Holistische mensvisie
Do-In werkt vanuit de oosterse geneeswijzen. Deze holistische geneeskunde verschilt in achtergrond, ontstaansgeschiedenis, visie en werkwijze van de westerse geneeskunde.
De westerse geneeskunde is ontstaan vanuit westerse wetenschappen, waarbij een somatische, lichaamsgerichte geneeskunde is ontstaan, gericht op meetbare en bewijsbare verbanden en effecten (oorzaak en gevolg) op het somatische niveau. Bij symptomen van ziekte wordt veelal ingegrepen op somatisch niveau middels geneesmiddelen en/of operaties.
Binnen de oosterse, holistische geneeskunde en mensvisie wordt het menselijk lichaam als een open systeem begrepen dat beschikt over een zelfgenezend vermogen en dat bestaat uit een somatisch en energetisch lichaam, welke elkaar over en weer beïnvloeden. Het lichaam heeft binnen deze visie bovendien een elkaar wederzijds beïnvloedende verbinding met de innerlijke aspecten van het mens-zijn (emotie, cognitie, bewustzijn, het onderbewuste), zoals in de uitdrukking ‘lichaam en geest’. Ziekte wordt gezien als gevolg van een aanhoudende disbalans in de functies van het somatische én energetische lichaam. De nadruk ligt op het voorkómen van ziekte door het streven naar balans in lichaam en geest. Ook Do-In is oorspronkelijk bedoeld als preventief systeem.